# Вяэна-Йыэсуу
Вя́эна-Йы́эсуу (эст. Vääna-Jõesuu) — деревня в волости Харку уезда Харьюмаа, Эстония.

## География и описание

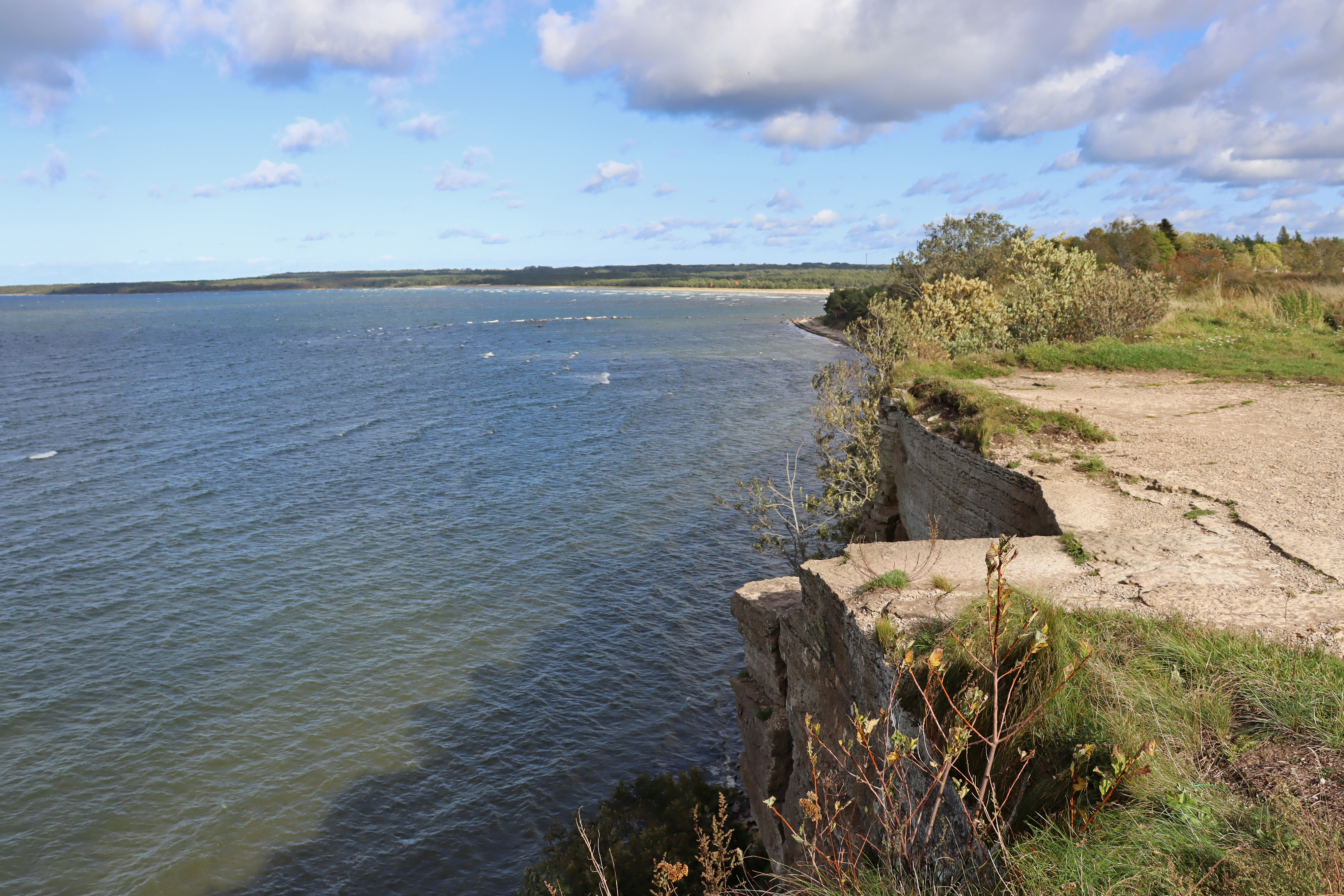
Клиф Тюрисалу

Расположена в 14 км к западу от Таллина. Территория деревни простирается от шоссе Таллин—Клоога до устья реки Вяэна, впадающей в Финский залив. В деревне есть песчаный морской пляж, местами с крупными камнями и дюнами. Здесь находится часть клифа Тюрисалу, для охраны которого основан природный парк Тюрисалу. Земли деревни находятся в границах заповедников Суурупи и Пакри.  
Раньше Вяэна-Йыэсуу была территорией с большим числом дач, садоводческих кооперативов и баз отдыха различных предприятий. С начала XXI столетия дачи всё больше приспосабливаются для круглогодичного проживания, идёт активное строительство частных домов. 
На бывшем советском пограничном кордоне в настоящее время располагается учебный центр Полиции безопасности Эстонии. 
Климат умеренный. Официальный язык — эстонский. Почтовый индекс — 76909.

## Население
По переписи населения 2021 года, в Вяэна-Йыэсуу насчитывалось 1200 жителей, из них 968 (81,6 %) — эстонцы.
По данным переписи населения 2011 года, в деревне проживали 919 человек, из них 805 (87,6 %) — эстонцы.
Численность населения деревни Вяэна-Йыэсуу по данным переписей населения:
| Год  | 1979 | 1989 | 2000  | 2011  | 2021   |
| ---- | ---- | ---- | ----- | ----- | ------ |
| Чел. | 59   | ↘ 54 | ↗ 227 | ↗ 919 | ↗ 1200 |

## История
Вяэна-Йыэсуу официально стала деревней в 1977 году, когда её объединили с деревнями Лаадревялья (эст. Laadrevälja) и Вяэна-Нымме (эст. Vääna-Nõmme) и большей частью деревни Витимыйза (эст. Vitimõisa, также Вити-Мыйзакюла, эст. Viti-Mõisaküla, в 1517 году упоминается как Pewel, в 1798 году — Wittenpöwel).
Число жителей деревень Лаадревялья, Вяэна-Нымме и Витимыйза:
|             | 1959 год | 1970 год |
| ----------- | -------- | -------- |
| Лаадревялья | 29       | ↘ 28     |
| Вяэна-Нымме | 14       | ↘ 6      |
| Витимыйза   | 64       | ↗ 83     |

Во времена Российской империи, в 1913—1917 годах, на землях современной Вяэна-Йыэсуу были построены сооружения, относящиеся к Морской крепости императора Петра Великого, в частности, три убежища защитной позиции Вити, которые в настоящее время почти полностью погребены под почвой и растительностью. Убежища представляли собой квадратные подземные постройки из бетона и дерева, без окон, с трубой на потолке; каждое рассчитано на 10 человек. Остатки военных сооружений в 1999 году были внесены в Государственный регистр памятников культуры Эстонии как архетуктурные памятники.

Памятник Тимофею Ромашкину в Вяэна-Йыэсуу перед демонтажом

2 июля 2022 года член партии EKRE Яанус Хярмс (Jaanus Härms) и его товарищ снесли установленный в Вяэна-Йыэсуу в советское время памятник гражданскому пилоту, Герою Советского Союза Тимофею Ромашкину. Памятник находился в лесу рядом со школой, после 1990 года был испорчен вандалами и заброшен. Волостная управа решения о его сносе не принимала. Перед демонтажом памятника Хярмс связался с Историческим музеем, который подтвердил, что захоронений под памятником нет, и никакой архитектурной ценности он не имеет. Руководство музея попросило Хярмса сохранить памятник. Хярмс заявил, что он готов передать его любому человеку, который захочет установить памятник на своей личной территории. В разговоре с журналистами Хярмс сказал, что его поступок — это общая линия партии, но сама партия в этом не участвовала.

## Происхождение топонима
Название деревни буквально переводится как «устье реки Вяэна».